# 琦君散文奖
琦君散文奖由十月杂志社和温州市瓯海区人民政府共同设立，旨在纪念瓯海籍著名作家琦君，奖励以书写乡情乡愁、地方文化、生态自然为主题的散文和非虚构类书籍。

## 获奖名单

### 第一届（2016年）
优秀作品奖
鲍尔吉·原野《没有人在春雨里哭泣》、黄灯《回馈乡村，何以可能？》、梁鸿鹰《安放自我》
特别奖
周吉敏《斜阳外》（散文集）

### 第二届（2017年）
优秀作品奖
张炜《松浦居随笔》、周晓枫《离歌》、李修文《三过榆林》
特别奖
廖玉蕙《像蝴蝶一样款款飞走以后》（散文集）

### 第三届（2018年）
优秀作品奖
汗漫《海上手绘集》、苏沧桑《跟着戏班去流浪》、邱志杰《邱注〈上元灯彩图〉：关于一种历史剧的编撰》
特别奖
董华《草木知己》

### 第四届（2019年）
优秀作品奖
彤子《生活在高处》、沈芸《南竹竿胡同113号》、贾樟柯《穿越乡村的时间》
特别奖
半夏《与虫在野》

### 第五届（2020年）
优秀作品奖
李敬泽《<黍离>——它的作者，这伟大的正典诗人》、祝勇《故宫六百年》、刘大先《故乡即异邦》
特别奖
胡冬林《山林笔记》